# Dorotea av Danmark (hertiginna av Preussen)
Dorotea av Danmark, född 1 augusti 1504 på Gottorps slott i Schleswig, död 11 april 1547 på Königsbergs slott, var en dansk prinsessa, hertiginna av Preussen genom sitt äktenskap med hertig Albrekt av Preussen. Hon var dotter till kung Fredrik I av Danmark och Anna av Brandenburg och syster till kung Kristian III av Danmark. 
Dorotea förlovades med Albrekt 1525, och vigseln ägde rum 12 februari 1526. Hon blev den första hertiginnan av Preussen. Dorotea och Albrekt närvarade vid Kristian III:s kröning 1537. Paret blev också fosterföräldrar till Kristians son Hans. Dorotea hade en god relation till sin bror Kristian III: hon fungerade som hans rådgivare via brev och gynnade en positiv relation mellan Danmark och Preussen. 
Ett gravmonument restes över henne i Königsbergs domkyrka.
Av Doroteas och Albrekts sex gemensamma barn överlevde endast ett, Anna Sofia av Preussen (11 juni 1527 – 6 februari 1591), till vuxen ålder. Hon gifte sig 1555 med hertig Johan Albrekt I av Mecklenburg (1525–1576).